# Lista nagród i nominacji Edyty Bartosiewicz
Edyta Bartosiewicz należy do najbardziej utytułowanych polskich piosenkarek. W ramach solowej działalności artystycznej otrzymała ponad czterdzieści nominacji i została wyróżniona w licznych konkursach i plebiscytach muzyki popularnej. W 1990 roku ukazał się debiut fonograficzny piosenkarki - album pt. The Big Beat, a nagrany wraz z zespołem Holloee Poloy. Płyta spotkała się z komercyjnym niepowiedzeniem, jednakże uzyskała pozytywny odbiór wśród krytyków. Rok później wokalistka otrzymała Nagrodę Artystyczną Młodych im Stanisława Wyspiańskiego i Nagrodę Muzyczną Programu Trzeciego – „Mateusza”. Wkrótce potem zespół zakończył działalność, a wokalistka podjęła solową działalność artystyczną. W 1992 roku ukazał się solowy debiut Bartosiewicz pt. Love, który nie zyskał szerszego rozgłosu.
W 1994 roku do sprzedaży trafił drugi album wokalistki pt. Sen. Wyróżniony statusem trzykrotnej platynowej płyty album przyniósł piosenkarce dwie nagrody polskiego przemysłu fonograficznego Fryderyki oraz szereg wyróżnień w prasie branżowej. Rok później ukazał się jej trzeci album zatytułowany Szok’n’Show. Wyróżniona dwukrotną platyną płyta zaowocowała kolejnym Fryderykiem. Dwa lata później ukazał się czwarty, również wyróżniony Fryderykiem album Bartosiewicz pt. Dziecko. W 1998 roku ukazał się piąty album studyjny wokalistki pt. Wodospady, który zaowocował sześcioma nominacjami do Fryderyka. W 2004 roku piątą statuetkę polskiego przemysłu muzycznego Fryderyka przyniósł jej duet z Krzysztofem Krawczykiem zatytułowany "Trudno tak...".

## Nagrody i nominacje
| Rok  | Kategoria/Tytułem                         | Uwagi     | Źródło |
| ---- | ----------------------------------------- | --------- | ------ |
| 1994 | Najlepsza wokalistka                      | Laur      | [ 1 ]  |
| 1994 | Najlepszy album rock/pop (Sen)            | Laur      | [ 1 ]  |
| 1994 | Najlepszy teledysk ("Sen")                | Nominacja | [ 1 ]  |
| 1994 | Piosenka roku ("Sen")                     | Nominacja | [ 1 ]  |
| 1994 | Najlepszy autor roku                      | Nominacja | [ 1 ]  |
| 1994 | Najlepszy kompozytor                      | Nominacja | [ 1 ]  |
| 1995 | Wokalistka roku                           | Nominacja | [ 2 ]  |
| 1995 | Kompozytor roku                           | Nominacja | [ 2 ]  |
| 1995 | Autor roku                                | Nominacja | [ 2 ]  |
| 1995 | Piosenka roku ("Szał")                    | Nominacja | [ 2 ]  |
| 1995 | Wideoklip roku ("Szał", "Zegar")          | Nominacja | [ 2 ]  |
| 1995 | Album roku rock (Szok’n’Show)             | Laur      | [ 2 ]  |
| 1997 | Kompozytor roku                           | Nominacja | [ 3 ]  |
| 1997 | Autor roku                                | Nominacja | [ 3 ]  |
| 1997 | Album roku rock (Dziecko)                 | Laur      | [ 3 ]  |
| 1997 | Wokalistka roku                           | Nominacja | [ 3 ]  |
| 1998 | Wokalistka roku                           | Nominacja | [ 4 ]  |
| 1998 | Kompozytor roku                           | Nominacja | [ 4 ]  |
| 1998 | Autor roku                                | Nominacja | [ 4 ]  |
| 1998 | Album roku rok (Wodospady)                | Nominacja | [ 4 ]  |
| 1999 | Autor roku                                | Nominacja | [ 5 ]  |
| 2004 | Piosenka roku ("Trudno tak...")           | Laur      | [ 6 ]  |
| 2004 | Produkcja muzyczna roku ("Trudno tak...") | Nominacja | [ 6 ]  |
| 2014 | Album roku ("Renovatio")                  | Nominacja | [ 7 ]  |
| 2021 | Album roku rock ("Ten moment")            | Laur      | [ 8 ]  |

| Rok  | Kategoria/Tytułem                  | Uwagi     | Źródło |
| ---- | ---------------------------------- | --------- | ------ |
| 1996 | Najlepszy montaż ("Zegar")         | Laur      | [ 9 ]  |
| 1998 | Najlepsza reżyseria ("Skłamałam")  | Laur      | [ 10 ] |
| 2001 | Teledysk dziesięciolecia ("Zegar") | Nominacja | [ 11 ] |
| 2001 | Najlepsze zdjęcia ("Opowieść")     | Nominacja | [ 12 ] |

| Rok                                                      | Kategoria/Tytułem          | Uwagi              | Źródło             |                    |
| Bursztynowy Słowik                                       | Bursztynowy Słowik         | Bursztynowy Słowik | Bursztynowy Słowik | Bursztynowy Słowik |
| -------------------------------------------------------- | -------------------------- | ------------------ | ------------------ | ------------------ |
| 1992                                                     | Love                       | Laur               | [ 13 ]             |                    |
| Nagroda Artystyczna Młodych im. Stanisława Wyspiańskiego |                            |                    |                    |                    |
| 1991                                                     | —                          | Laur               | [ 14 ]             |                    |
| Nagroda Muzyczna Programu Trzeciego – „Mateusz”          |                            |                    |                    |                    |
| 1991                                                     | Muzyka rozrywkowa          | Laur               | [ 15 ]             |                    |
| Paszport „Polityki”                                      |                            |                    |                    |                    |
| 1994                                                     | Estrada                    | Laur               | [ 16 ]             |                    |
| Plebiscyt czasopisma Magazyn Muzyczny                    |                            |                    |                    |                    |
| 1990                                                     | Najlepsza wokalistka       | 1. miejsce         | [ 17 ]             |                    |
| 1991                                                     | Najlepsza wokalistka       | 1. miejsce         | [ 17 ]             |                    |
| Plebiscyt czasopisma Tylko Rock                          |                            |                    |                    |                    |
| 1994                                                     | Najlepsza wokalistka       | 1. miejsce         | [ 17 ]             |                    |
| Teraz Najlepsi, plebiscyt czasopisma Teraz Rock          |                            |                    |                    |                    |
| 2003                                                     | Najlepsza wokalistka       | 10. miejsce        | [ 18 ]             |                    |
| 2004                                                     | Najlepsza wokalistka       | 8. miejsce         | [ 19 ]             |                    |
| 2005                                                     | Najlepsza wokalistka       | 10. miejsce        | [ 20 ]             |                    |
| Play-Box                                                 |                            |                    |                    |                    |
| 1994                                                     | Najlepsza wokalistka       | 1. miejsce         | [ 17 ]             |                    |
| 1994                                                     | Złota dziesiątka ("Sen")   | 1. miejsce         | [ 17 ]             |                    |
| 1995                                                     | Złota dziesiątka ("Zegar") | 3. miejsce         | [ 17 ]             |                    |
| 1995                                                     | Złota dziesiątka ("Szał")  | 10. miejsce        | [ 17 ]             |                    |
| 1997                                                     | Złota dziesiątka ("Jenny") | 4. miejsce         | [ 17 ]             |                    |
| 1998                                                     | Złota dziesiątka ("Jenny") | 4. miejsce         | [ 17 ]             |                    |